# Artabotrys
Artabotrys är ett släkte av kirimojaväxter. Artabotrys ingår i familjen kirimojaväxter.

## Bildgalleri

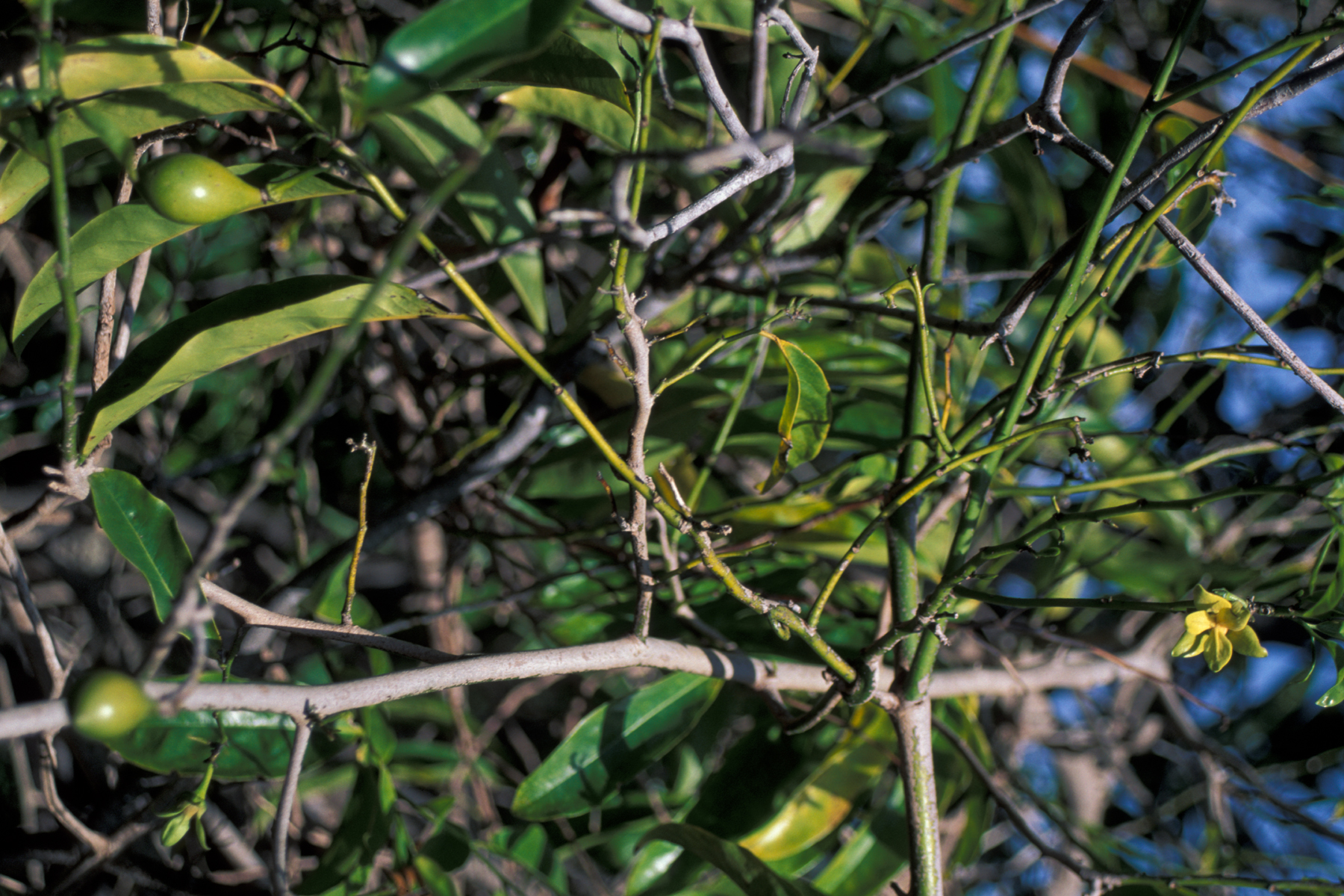

## Dottertaxa tillArtabotrys, i alfabetisk ordning[1]
- Artabotrys aeneus
- Artabotrys antunesii
- Artabotrys arachnoides
- Artabotrys atractocarpus
- Artabotrys aurantiacus
- Artabotrys blumei
- Artabotrys brachypetalus
- Artabotrys brevipes
- Artabotrys burmanicus
- Artabotrys cagayensis
- Artabotrys camptopetala
- Artabotrys carnosipetalus
- Artabotrys caudatus
- Artabotrys coccineus
- Artabotrys collinus
- Artabotrys congolensis
- Artabotrys costatus
- Artabotrys crassifolius
- Artabotrys crassipetalus
- Artabotrys cumingianus
- Artabotrys dahomensis
- Artabotrys darainensis
- Artabotrys dielsianus
- Artabotrys fragrans
- Artabotrys gossweileri
- Artabotrys gracilis
- Artabotrys grandifolius
- Artabotrys hainanensis
- Artabotrys harmandii
- Artabotrys hexapetalus
- Artabotrys hienianus
- Artabotrys hirtipes
- Artabotrys hispidus
- Artabotrys hongkongensis
- Artabotrys inodorus
- Artabotrys insignis
- Artabotrys intermedius
- Artabotrys jacques-felicis
- Artabotrys jollyanus
- Artabotrys kinabaluensis
- Artabotrys kurzii
- Artabotrys lanuginosus
- Artabotrys lastoursvillensis
- Artabotrys le-testui
- Artabotrys libericus
- Artabotrys likimensis
- Artabotrys longistigmatus
- Artabotrys lowianus
- Artabotrys luteus
- Artabotrys luxurians
- Artabotrys macrophyllus
- Artabotrys macropodus
- Artabotrys madagascariensis
- Artabotrys maingayi
- Artabotrys modestus
- Artabotrys monteiroae
- Artabotrys multiflorus
- Artabotrys nicobarianus
- Artabotrys nigericus
- Artabotrys oblanceolatus
- Artabotrys oblongus
- Artabotrys ochropetalus
- Artabotrys oliganthus
- Artabotrys oxycarpus
- Artabotrys pallens
- Artabotrys palustris
- Artabotrys pandanicarpus
- Artabotrys petelotii
- Artabotrys phuongianus
- Artabotrys pierreanus
- Artabotrys pilosus
- Artabotrys pleurocarpus
- Artabotrys polygynus
- Artabotrys porphyrifolius
- Artabotrys punctulatus
- Artabotrys rhynchocarpus
- Artabotrys robustus
- Artabotrys roseus
- Artabotrys rufus
- Artabotrys rupestris
- Artabotrys sarawakensis
- Artabotrys scortechinii
- Artabotrys scytophyllus
- Artabotrys siamensis
- Artabotrys speciosus
- Artabotrys spinosus
- Artabotrys stenopetalus
- Artabotrys stolonifer
- Artabotrys stolzii
- Artabotrys suaveolens
- Artabotrys sumatranus
- Artabotrys taynguyenensis
- Artabotrys tetramerus
- Artabotrys thomsonii
- Artabotrys tomentosus
- Artabotrys uniflorus
- Artabotrys vanprukii
- Artabotrys veldkampii
- Artabotrys velutinus
- Artabotrys venustus
- Artabotrys vidaliana
- Artabotrys vietnamensis
- Artabotrys vinhensis
- Artabotrys wrayi
- Artabotrys zeylanicus